# Sukarasa (Tangerang)
Sukarasa is een bestuurslaag in het regentschap Tangerang van de provincie Banten, Indonesië. Sukarasa telt 5582 inwoners (volkstelling 2010).